# Aphthona bengalica
Aphthona bengalica es un coleóptero de la familia Chrysomelidae. Fue descrita en 2002 por Konstantinov & Lingafelter.